# Zakes Mokae
Zakes Mokae, crédité sous son nom complet Zakes Makgona Mokaené au début de sa carrière, né le 5 août 1934 à Johannesburg (Afrique du Sud) et mort le 11 septembre 2009 à Las Vegas, (Nevada, États-Unis), est un acteur américano-sud-africain.

## Biographie
Après des études théâtrales à la Royal Academy of Dramatic Art de Londres et des débuts difficiles dans son pays natal vers la fin des années 1950, en raison de la politique de l'apartheid alors pratiquée, Zakes Mokae passe par l'Angleterre dans les années 1960, puis émigre aux États-Unis en 1969.
Au théâtre (domaine où il sera très actif), il débute à Londres en 1961 et à New York en 1970. À Broadway et Off-Broadway, il joue notamment aux côtés de Danny Glover (avec lequel il fonde à San Francisco une compagnie théâtrale en 1980, The Black Actors Theatre) et de James Earl Jones, en particulier dans des pièces de son compatriote Athol Fugard. L'une de celles-ci, Maître Harold et les garçons lui vaudra de gagner en 1982 un Tony Award.
Par ailleurs, il apparaît au cinéma entre 1962 et 1998, et à la télévision, dans des séries et téléfilms, de 1963 à 2002.

## Filmographie partielle

### Au cinéma
- 1965 : Darling de John Schlesinger
- 1967 : Les Comédiens (The Comedians) de Peter Glenville
- 1970 : Fragment of Fear de Richard C. Sarafian
- 1980 : L'Île sanglante (The Island) de Michael Ritchie
- 1981 : Roar de Noel Marshall
- 1987 : Cry Freedom de Richard Attenborough
- 1988 : L'Emprise des ténèbres (The Serpent and the Rainbow) de Wes Craven
- 1989 : Une saison blanche et sèche (A Dry White Season) d'Euzhan Palcy
- 1989 : Mon père (Dad) de Gary David Goldberg
- 1989 : Gross Anatomy de Thom Eberhardt
- 1991 : Rage in Harlem (A Rage in Harlem) de Bill Duke
- 1991 : Le Docteur (The Doctor) de Randa Haines
- 1991 : Body Parts d'Eric Red
- 1992 : Le Souffle du démon (Dust Devil) de Richard Stanley
- 1995 : Waterworld de Kevin Reynolds
- 1995 : Un vampire à Brooklyn (Vampire in Brooklyn) de Wes Craven
- 1995 : Alerte ! (Outbreak) de Wolfgang Petersen
- 1998 : La Tribu de Krippendorf (Krippendorf's Tribe) de Todd Holland

### À la télévision
Séries, sauf mention contraire :
- 1964 : Destination Danger (Danger Man), Saison 2, épisode 4 Complots (The Galloping Major)
- 1976 : Starsky et Hutch (Starsky and Hutch), Saison 2, épisodes 5 et 6 Croisière mortelle, 1re et 2e parties (Murder at Sea, Parts I & II)
- 1978 : One in a Million : The Ron LeFlore Story (en), téléfilm de William A. Graham
- 1983 : K 2000 (Knight Rider), Saison 2, épisodes 1 et 2 Goliath, 1re et 2e parties
- 1985 : Maître Harold et les garçons (en) (« Master Harold »… and the Boys), téléfilm de Michael Lindsay-Hogg
- 1988 : Campus Show (A Different World), Saison 1, épisode 15 Dr. Cupid
- 1993 : Percy & Thunder, téléfilm d'Ivan Dixon
- 1994 : Dream On, Saison 5, épisodes 1 et 2 Le Rapt, 1re et 2e parties (The Taking of Pablum 1-2-3, Parts I & II)
- 1994 : New York police judiciaire ou New York District (Law & Order), Saison 4, épisode 18 Le Pari (Wager)
- 1996 : X-Files : Aux frontières du réel (The X-Files), (Saison 4, épisode 3 : Teliko)
- 1998 : Oz, Saison 2, épisode 7 La Ferme des animaux (Animal Farm) et épisode 8 S'évader d'Oz (Escape from Oz) : Kipekemie Jara
- 2000 : À la Maison-Blanche (The West Wing), Épisode 2x04 : Une républicaine chez les démocrates (In this White House)
- 2002 :  Monk - (série télévisée) - Saison 1, épisode 9 (Monk court contre la montre (Mr. Monk and the Marathon Man) ) : Tonday Mawwaka

## Théâtre (sélection)
Pièces jouées à New York (Broadway ou Off Broadway), sauf mention contraire :
- 1961 : Le Lien du sang (The Blood Knot) d'Athol Fugard (à Johannesburg, puis à Londres ; reprise au Cap en 1962)
- 1970-1971 : Boesman et Lena (Boesman and Lena) d'Athol Fugard, mise en scène par John Berry, avec Ruby Dee, James Earl Jones
- 1972-1973 : La Cerisaie (The Cherry Orchard) d'Anton Tchekhov, mise en scène par Michael Schultz, avec James Earl Jones
- 1980-1981 : La Leçon des aloès (A Lesson from Aloes) de (et mise en scène par) Athol Fugard, avec James Earl Jones (Zakes Mokae en remplacement)
- 1982-1983 : Maître Harold et les garçons (« Master Harold »... and the Boys) de (et mise en scène par) Athol Fugard, avec Danny Glover
- 1985-1986 : Le Lien du sang (Blood Knot, révision de The Blood Knot) de (et mise par, et avec) Athol Fugard
- 1993 : The Song of Jacob Zulu de Tug Yourgrau

## Récompense
- 1982 : Tony Award du meilleur second rôle dans une pièce (Tony Award for Best Performance by a Featured Actor in a Play), décerné lors de la 36e cérémonie des Tony Awards, pour Maître Harold et les garçons.